# Mirko Vučinić
Mirko Vučinić (født 1. oktober 1983 i Nikšić, Jugoslavien) er en montenegrinsk tidligere fodboldspiller. Han var desuden anfører på Montenegros landshold og er syv gange kåret til årets fodboldspiller i Montenegro.
Vučinić skiftede fra Lecce til AS Roma i sæsonen 2006/2007, men han fik først rigtigt sit gennembrud i sæsonen (2007/2008). Vučinić fik især meget spilletid i denne sæson, fordi Roma-ikonet Francesco Totti var skadesplaget. Han vandt Coppa Italia to gange med AS Roma (06/07 og 07/08) og den italienske supercup en gang (2007).
I 2011, den 1. august, skiftede Vučinić fra AS Roma til Juventus F.C. for 15 mio € og skrev under på en fire-årig kontrakt. Han spillede tre sæsoner for Juventus og vandt alle tre sæsoner det italienske mesterskab med klubben. I sommeren 2014 skiftede Vučinić til Al-Jazira for 6,3 mio €.
Han er 186 cm høj og vejer ca. 76 kg. Hans spillerposition var angriber. Han har i sin professionelle karriere spillet for klubberne Sutjeska Niksic, Lecce, AS Roma, Juventus FC og Al-Jazira.
Han fik sin debut i Serie A den 18. februar 2001 i kampen AS Roma – Lecce.